# Maria Martins (art)
Pour les articles homonymes, voir Maria Martins et Martins.
Maria Martins, née le 7 août 1894 à Campanha et morte le 28 mars 1973 à Rio de Janeiro est une artiste brésilienne. Elle s'illustre principalement en tant que sculptrice.

## Biographie
Maria Martins étudie d'abord la musique et la peinture. Mariée à l'ambassadeur de Brésil Carlos Martins, elle s'installe en Belgique en 1936 et aborde la sculpture.
A New York pendant la Seconde guerre mondiale, elle rencontre le peintre et graveur Stanley William Hayter et les surréalistes en exil.
En 1947, elle expose à la galerie Maeght, puis à la galerie Julien Levy où André Breton écrit la préface du catalogue.
Revenue au Brésil, en 1956, elle expose au musée d'art moderne de Rio. Puis, en 1959, elle présente sa sculpture Brûlure de ce qu'il brûle à l'exposition internationale du surréalisme dédiée à Éros, à Paris, galerie Daniel Cordier.
À New York, elle a eu une relation amoureuse avec Marcel Duchamp dont elle a été le modèle du nu féminin qui s'offre dans Étant donnés (œuvre réalisée en 1949).

## Œuvres
Les premières réalisations de Maria Martins se caractérisent par une figuration classique et des thèmes empruntés aux mythes brésiliens, de l’Amazonie, du végétal, de l'animal et de l'humain. Elle sculptait ses personnages dans le bois du Jacaranda, originaire du Brésil et d'autres régions d'Amérique du Sud, dont les caractéristiques le rendaient idéal pour la sculpture. Le choix de l’artiste de ce bois spécifique résonne clairement avec les thèmes brésiliens de ses œuvres.
Le travail de l’artiste subi un grand changement après son déménagement aux États-Unis en 1939. Influencée par Jacques Lipchitz, qui a encouragé l'exploration de son identité brésilienne dans son travail, elle réalise des compositions complexes qui vont nécessiter un passage de la sculpture sur bois à la sculpture en bronze. Tout en continuant à utiliser les formes humaines, végétales et animales, elle va accentuer ses thèmes de fertilité, de désir et de cruauté sexuelle, en caractérisant ses sculptures, par exemple Aiokâ (1942) et Cobra grande (1946), par l’exagération du mouvement et l’exubérance des formes du Baroque.
Dans sa façon de manipuler les images, les imprégnant de désir et de violence, Maria Martins oppose la cruauté contre la tendresse et semble commenter sa propre personnalité. Ses œuvres articulent un discours sur l'érotisme et le féminin, dont la plupart sont marquées par des titres qui leur donnent un caractère narratif, épique ou autobiographique.
À partir de 1950, le travail de Maria Martins semble se diriger vers l'abstraction. Cependant elle continue de manipuler une forte dose de symbolisme, transformant chacune de ses œuvres en mythes.

## Liste des œuvres
- Tem chiero de mato (from the series Samba), collection particulière,
- Yemenja, Detroit Institue of Arts,
- Boto, 1942, Collection Albright-Knox Art Gallery[3],
- Christ, 1941, MoMA,
- The implacable, 1944, Palais impérial, Rio de Janeiro,
- The impossible, III, 1946, MoMA,
- The Road; The Shadow; Too Long, Too Narrow, 1946, MoMA[4].

## Hommage
Depuis 2019, un cratère de la planète Mercure est nommé Martins en son honneur.